# Fitness First
Die Fitness First Ltd. ist mit mehr als 1,4 Millionen Mitgliedern und über 500 Clubs einer der weltweit größten Betreiber von Fitnessstudios. Das Unternehmen wurde 1992 in Bournemouth (England) gegründet, ist in Europa, Asien und Australien tätig und firmierte in Deutschland bis Ende 2008 unter dem Namen Fitness Company, in Belgien unter dem Namen „Passage“. Seit 2012 gehört Fitness First dem Private-Equity-Unternehmen Oaktree. Das Unternehmen ist, bis auf einen Club in den Vereinigten Arabischen Emiraten, auch Eigentümer und Betreiber der Clubs.

## Unternehmensgeschichte
Das erste Fitnessstudio unter dem Namen Fitness First eröffnete Mike Balfour im Südwesten Englands 1993. Nach der Expansion auf dem englischen Markt und dem Gang an die Londoner Börse betrat man 1998 den deutschen Markt. 2000 folgte der Einstieg in Australien und Asien. 2001 eröffnet das Unternehmen Clubs in Frankreich, Holland und Italien. 2003 kaufte der Finanzinvestor Cinven Fitness First für 600 Mio. € und nahm das Unternehmen von der Börse. 2005 verkaufte dieser Fitness First an BC Partners für die Summe von 1,2 Mrd. €. 2006 eröffnete man Franchise-Clubs im Nahen Osten, verkaufte 2010 und 2011 jedoch die Aktivitäten in Benelux, Frankreich, Italien und Spanien an Healthcity zur Konsolidierung der eigenen Schulden. 2012 schloss man 1/3 seiner damals 140 Fitnessstudios auf dem englischen Markt wegen anhaltender Verluste. Im März 2012 wurden die Finanzinvestoren Oaktree Capital und Marathon Eigentümer von Fitness First im Rahmen eines debt-for-equity-swaps.
Fitness First UK wurde 2016 von „DW Sports“ aufgekauft und im Zuge dessen in „DW Fitness Ltd.“ umbenannt, die Clubs im Vereinigten Königreich firmieren seit dem unter dem Namen „DW Fitness First“.

## Deutschland

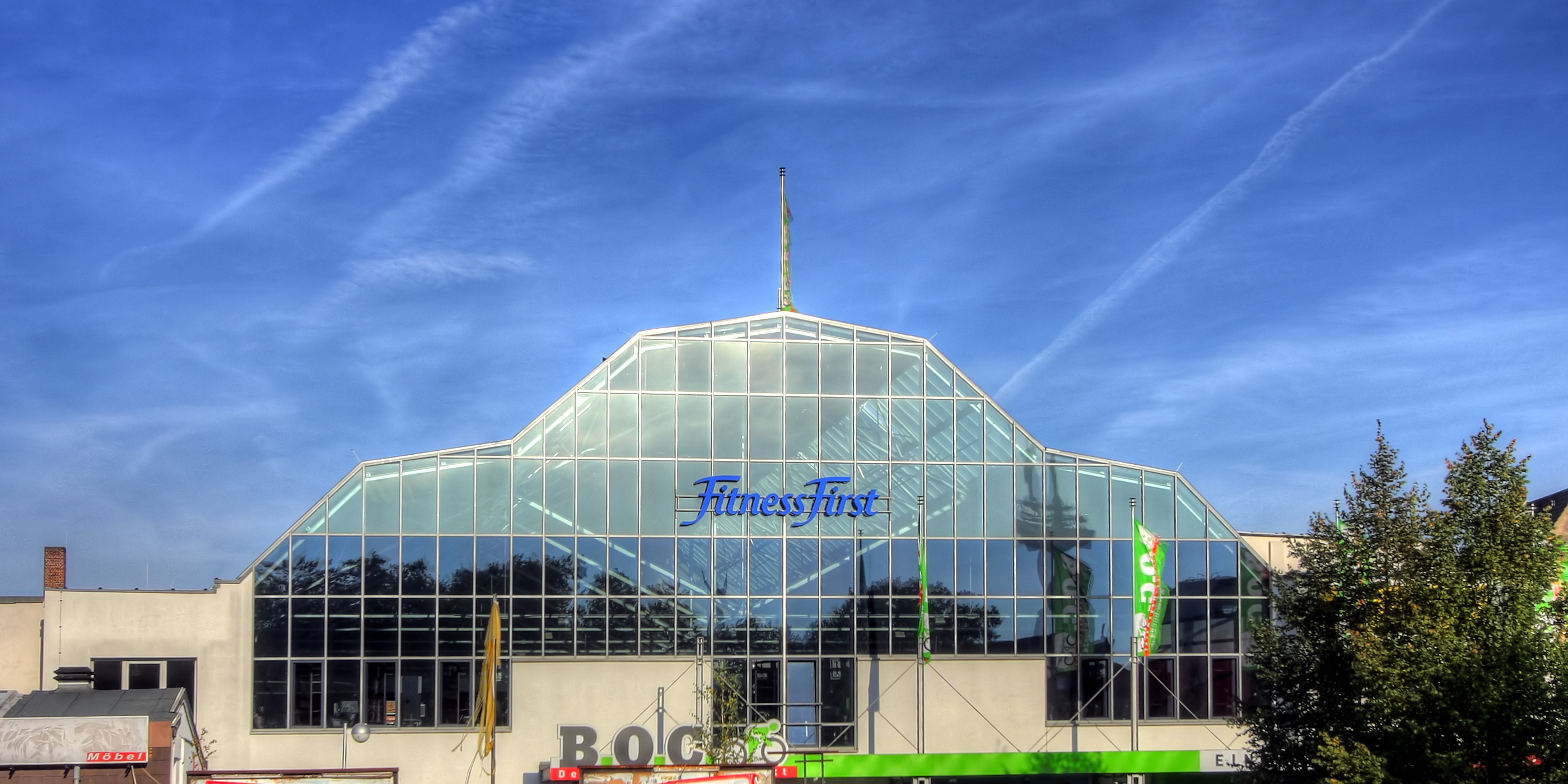
Fitness-First-Studio in der Rheinlandhalle, Köln

Die Fitness First Germany GmbH mit Sitz in Frankfurt am Main und die Fitness First Berlin GmbH mit Sitz in Berlin betreiben in Deutschland 52 Clubs. Diese sind in 2 Kategorien eingestuft, „Red“ und die höher preisige „Black“ Kategorie, von der das jeweilige Angebot abhängt. Insgesamt hat Fitness First in Deutschland nach eigenen Angaben rund 235.000 Mitglieder. Sämtliche Studios sind mit einem Wellnessbereich inklusive Saunen, Dampfbädern, Ruheräumen und kostenpflichtigen Solarien ausgestattet. Neben Cardio- und Kraftgeräten, Freihantel-, Stretching- und Personal-Training-Bereichen bietet Fitness First seinen Mitgliedern in Deutschland in allen Clubs bis zu 40 Gruppenfitnesskurse pro Woche. Seit 2012 sind alle Fitness First Clubs mit einer Freestylezone ausgestattet, um den Mitgliedern Functional Training in Kleingruppen oder auch alleine zu ermöglichen. Mehr als 4500 Mitarbeiter, darunter über 500 zertifizierte Trainer, zählt Fitness First in Deutschland.

### Unternehmensgeschichte in Deutschland

Logo der Fitness Company Freizeitanlagen GmbH (1990 bis 2008)

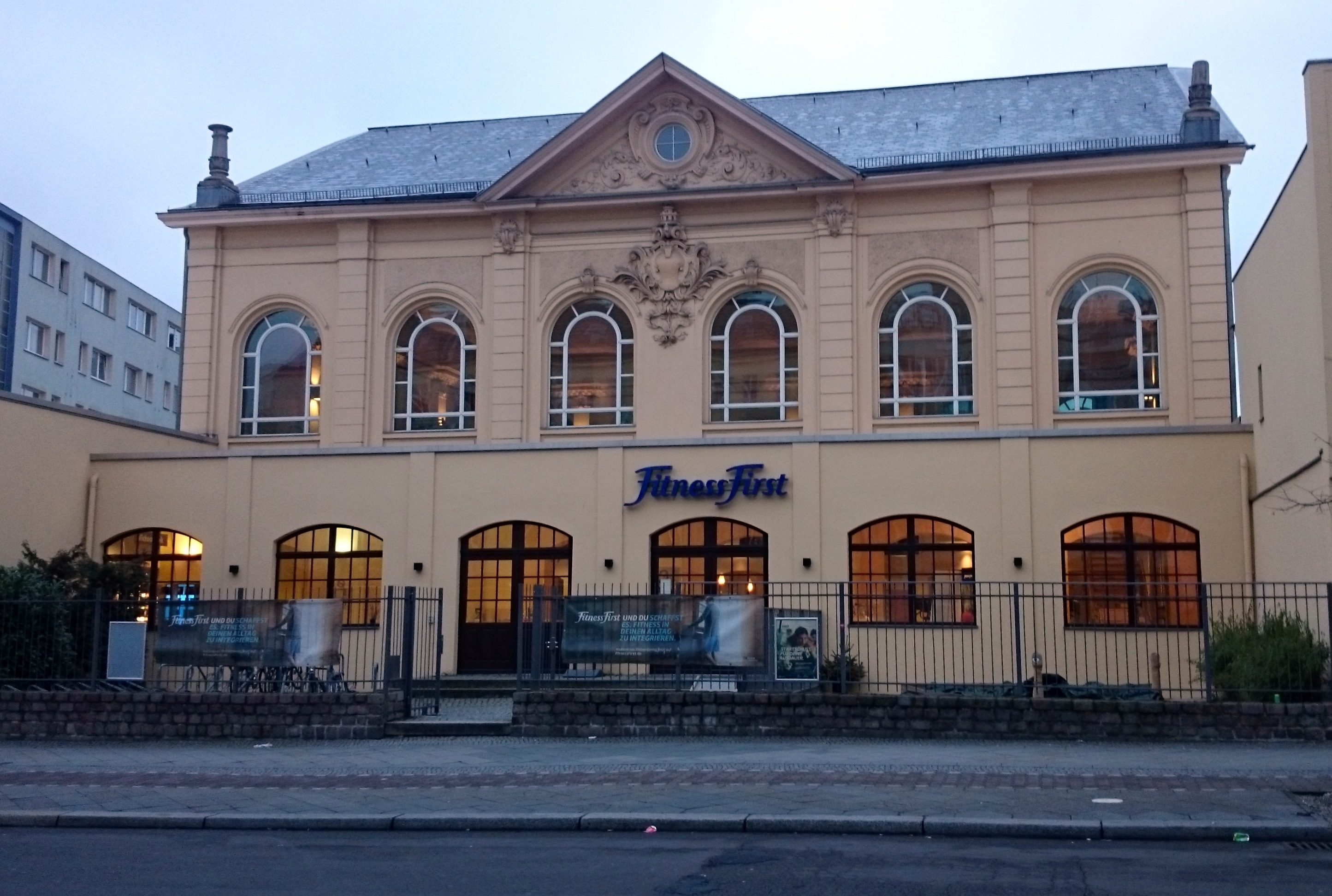
Ehemaliges Fitness-First-Studio in Berlin-Tempelhof

Der US-amerikanische Investment-Banker James McGoldrick stieg 1990 in den Fitnessmarkt ein, indem er mit seinem Trainingskollegen Marcel Franke, einem McKinsey-Berater, den Fitness-Club „Judokan“ auf der Frankfurter Zeil kaufte. 1991 wurde die Fitness Company Freizeitanlagen GmbH gegründet. Ab 1994 kamen weitere Clubs in Frankfurt hinzu.
1998 wurde die größte britische Fitnesskette Fitness First mit 50 % an der Fitness Company beteiligt. In den folgenden zehn Jahren kam es zu einer raschen und deutschlandweiten Expansion.
Seit 2002 ist die deutsche Fitness Company vollständig im Besitz des britischen Unternehmens Fitness First Ltd.
Die Britin Zillah Byng-Maddick, zugleich Finanzvorstand des britischen Konzerns, führte ab Februar 2008 die Geschäfte in Deutschland. Der Name Fitness Company wurde nur noch bis Ende 2008 genutzt, damals hatte das Unternehmen nach eigenen Angaben 110 Filialen in Deutschland und 280.000 Mitglieder. Zum 1. Januar 2009 wurden alle Filialen in Fitness First umgeflaggt.
Seit 2009 wurde die Anzahl der damals 110 Filialen in Deutschland kontinuierlich reduziert. Zum 31. August 2011 wurden 13 der damals noch 103 Filialen in Deutschland gleichzeitig geschlossen. Im August 2013 gab es noch 88 Filialen, damals wurden für einige Kunden trotz laufender Verträge erhöhte Beträge vom Konto abgebucht.
2014 stieg das Unternehmen in das wachsende Online-Fitnessgeschäft ein, indem es NewMoove erwarb, mit über 100.000 Mitgliedern einer der führenden Online-Dienst für Fitness und Gesundheit in Deutschland, Österreich und der Schweiz.
Die Anzahl der Mitglieder in Deutschland wurde von Fitness First trotz der Schließung zahlreicher Clubs jahrelang konstant mit „rund 270.000“ angegeben. Diese Zahl wurde 2019 sprunghaft auf „rund 235.000“ korrigiert.
Im Juli 2025 kündigte Fitness First an, sämtliche Clubs der Fitnesskette FitONE in Deutschland und Österreich in das eigene Angebot aufzunehmen.

## Länder
Liste der Länder, in denen Fitness First Clubs betreibt:
- Australien
- Bahrain
- Deutschland
- Großbritannien
- Hongkong
- Indien
- Indonesien
- Italien
- Jordanien
- Katar
- Malaysia
- Philippinen
- Saudi-Arabien
- Singapur
- Thailand
- Vereinigte Arabische Emirate
- Türkei